# Stanford (Kalifornia)
Stanford az Amerikai Egyesült Államok délnyugati részén, Kalifornia állam Santa Clara megyéjében elhelyezkedő statisztikai település. A 2020. évi népszámlálási adatok alapján 21 150 lakosa van.
Névadója a Stanford Egyetem.

## Éghajlat
A település éghajlata mediterrán (a Köppen-skála szerint Csb).

## Oktatás
A település iskoláinak fenntartója a Palo Altó-i Egyesített Tankerület.

## Nevezetes személyek
- John Gall, baseballjátékos[6]
- Marco Zappacosta, a Thumbtack vezérigazgatója[7]

## Fordítás
- Ez a szócikk részben vagy egészben  a   Stanford, California című angol Wikipédia-szócikk ezen változatának fordításán alapul.  Az eredeti cikk szerkesztőit annak laptörténete sorolja fel. Ez a jelzés csupán a megfogalmazás eredetét és a szerzői jogokat jelzi, nem szolgál a cikkben szereplő információk forrásmegjelöléseként.